# Nina Wladimirowna Timofejewa

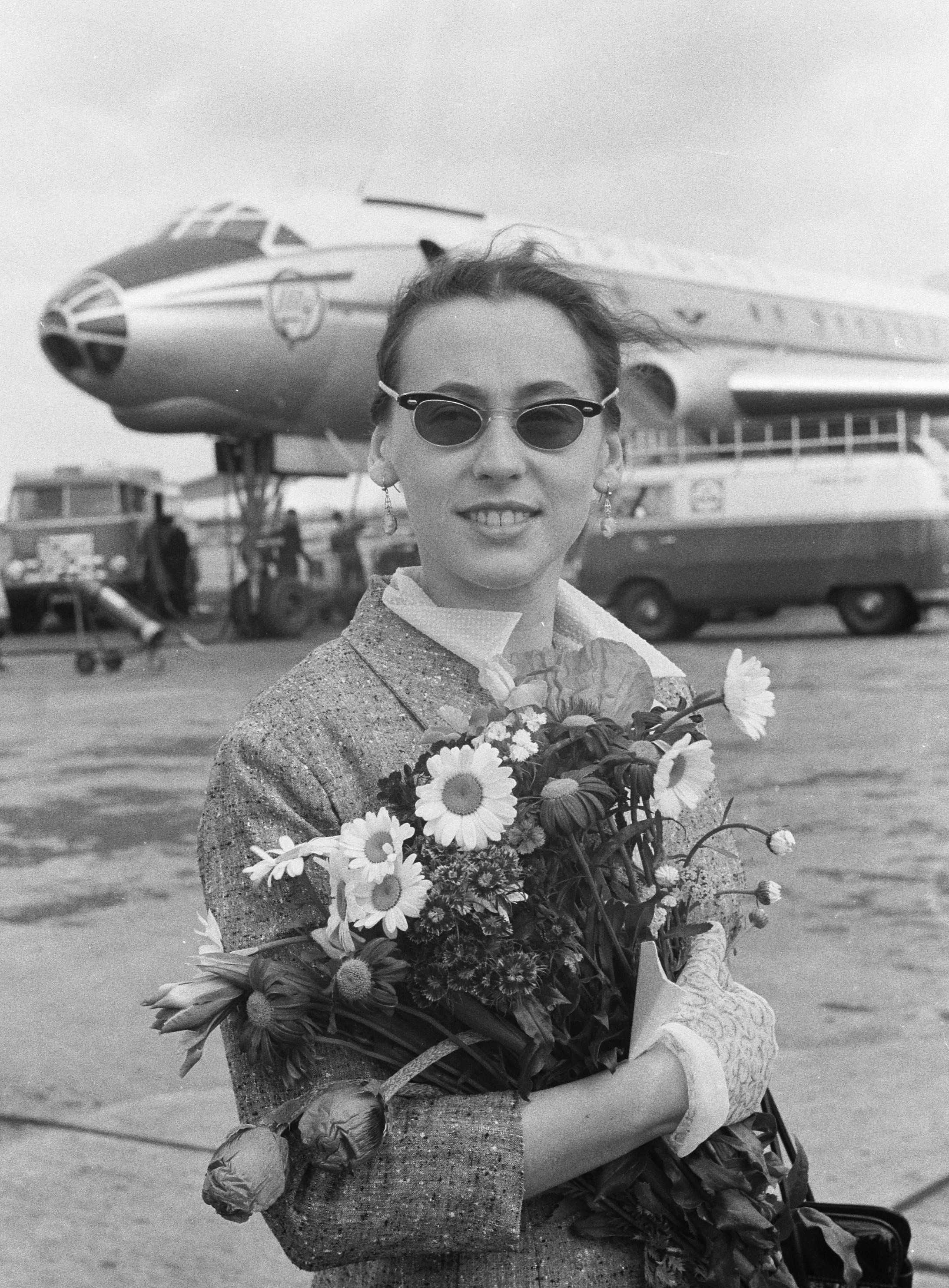
Ankunft der Solisten des Bolschoi-Balletts in Schiphol. Die Tänzerin Nina Timofeeva, 1960

 Nina Wladimirowna Timofejewa (russisch Нина Владимировна Тимофеева; * 11. Juni 1935 in Leningrad,  Sowjetunion; † 3. November 2014 in Jerusalem, Israel) war eine sowjetische bzw. russische Balletttänzerin und Politikerin. 1969 wurde sie als Volkskünstler der UdSSR ausgezeichnet.

## Leben und Werk

Ballettaufführung in Moskau, 1964

Timofejewa war die Tochter der Musiklehrerin und Probenpianistin am Kirow-Theater, Frida Fjodorowna Saliman-Wladimirowa. Sie studierte an der Waganowa-Ballettakademie in Leningrad bei Marina Semjonowa. 1953 schloss sie ihr Studium ab. Bereits als Studentin debütierte sie 1951 in der Rolle der Mascha in Pjotr Iljitsch Tschaikowskis Der Nussknacker.
Von 1953 bis 1956 war sie Solistin am Kirow-Theater in Leningrad. Nach einem erfolgreichen Auftritt bei einem internationalen Wettbewerb in Warschau wurde sie 1956 nach Moskau eingeladen, um sich der Balletttruppe des Bolschoi-Theaters der UdSSR anzuschließen. Sie wurde eine der ersten Schülerinnen von Galina Ulanowa und debütierte in Schwanensee in der Rolle der Odette-Odile.
1980 absolvierte sie die Choreografieabteilung des nach Anatoli Lunatscharski benannten Staatlichen Instituts für Theaterkunst.
Ihre letzte Rolle auf der Bühne des Bolschoi-Theaters war die Rolle der Lady Macbeth. Das Ballett hatte ihr damaliger Ehemann Kirill Moltschanow geschrieben. Als sie bei der Premiere auf der Bühne stand, verstarb ihr Mann plötzlich in der Loge des Regisseurs. Sie wurde darüber informiert und tanzte das Ballett bis zum Ende.
Sie war mit Oleg Jefremow verheiratet, nach der Trennung von ihm heiratete sie den Kameramann Georgi Rerberg, mit dem sie 1972 ihre Tochter Nadja bekam. Neben Kirill Moltschanow war sie auch mit dem  Dirigenten Gennadi Nikolajewitsch Roschdestwenski verheiratet.
Sie war lange Zeit politisch aktiv, vertrat das Bolschoi-Theater häufig auf Tourneen und war von 1966 bis 1970 Abgeordnete des Obersten Sowjets der UdSSR.
Nach ihrem Rückzug von der Bühne 1988 unterrichtete sie am Bolschoi-Theater bis zum Zerfall der Sowjetunion  1991. Dann wanderte  sie mit ihrer Tochter nach Israel aus. Gemeinsam gründeten sie 2004 die Jerusalem Ballet School and Company. 1993 veröffentlichte sie ihre Autobiografie Mir baleta (Die Welt des Ballets).
Sie lebte bis zu ihrem Tod in Jerusalem, wo sie 2014 im Alter von 79 Jahren starb. Sie wurde am selben Tag auf dem Friedhof des Jerusalemer Stadtteils Givat Shaul beigesetzt.
Timofejewa trat auch in fünfzehn Filmen auf, darunter Fedra und die Dämmernacht (1971), Raymonda(1974) und Die drei Karten (1983). Einige ihrer im Fernsehen übertragenen Auftritte wurden auf DVD festgehalten.

## Hauptrollen (Auswahl)
- Odette-Odile in Tschaikowskis  Schwanensee (1956, 1970)
- Kitri in Léon Minkus Don Quijote (1959)
- Die Herrin vom Kupferberg in Sergei Sergejewitsch Prokofjews Das Märchen von der steinernen Blume (1959)
- Aurora (1964) und Lilac Fairy (1977) in Tschaikowskis Dornröschen (1964)
- Mekhmene-Banu in Arif Məlikovs  Legenda o Ljubi (Legende von der Liebe) (1965)
- Leili in Sergei Artemjewitsch Balassanjans Leili und Medzhnun (1965)
- Frigina (1958) und Ägina (1968) in Aram Chatschaturjans Spartakus
- Macbeth in Moltschanows Macbeth (1980)

## Auszeichnungen und Ehrungen
- 1953: 1. Preis beim Weltfestival der Jugend und Studenten in Bukarest
- 1955: 1. Preis beim Weltfestival der Jugend und Studenten in Warschau
- 1957: 1. Preis beim Weltfestival der Jugend und Studenten in Moskau
- 1959: Verdienter Künstler der RSFSR (Russische Föderation)
- 1963: Volkskünstler der RSFSR
- 1969: Volkskünstler der UdSSR
- 1971, 1976: Orden des Roten Banners der Arbeit[11][12]